# Лантам Уаджа
Лантам Уаджа (фр. Lantame Ouadja, нар. 28 серпня 1977, Ломе) — тоголезький футболіст, що грав на позиції півзахисника, зокрема за низку європейських клубних команд, а також за національну збірну Того.
Чемпіон Тунісу. Чемпіон Швейцарії. Чемпіон Польщі. Володар Кубка Швейцарії. Володар Кубка Катару. 

## Клубна кар'єра
У дорослому футболі дебютував 1994 року виступами на батьківщині за команду «Етуаль Філант», в якій провів один сезон. 
Протягом 1995—1997 років грав у Тунісі за «Клуб Африкен», у складі якого 1997 року ставав чемпіоном Тунісу.
Своєю грою за останню команду привернув увагу представників тренерського штабу швейцарського «Серветта», до складу якого приєднався 1997 року. Спочатку був основним гравцем команди, утім згодом втратив місце в основі. Частину 2000 року провів в оренді у китайському «Ченду Уню», а 2001 року перейшов до «Етуаль Каруж».
Протягом 2002–2006 років грав за катарський «Аль-Садд», польську «Віслу» (Краків) та туніський «Монастір», а завершив ігрову кар'єру в індонезійський команді ПСМ (Макасар), за яку виступав протягом 2007—2009 років.

## Виступи за збірну
1995 року дебютував в офіційних матчах у складі національної збірної Того.
У складі збірної був учасником Кубка африканських націй 1998 року d Буркіна Фасо, Кубка африканських націй 2000 року d Гані та Нігерії, а такожКубка африканських націй 2002 року в Малі.

## Титули і досягнення
- Чемпіон Тунісу (1):

«Клуб Африкен»: 1996-1997
- Чемпіон Швейцарії (1):

«Серветт»: 1998-1999
- Чемпіон Польщі (1):

«Вісла» (Краків): 2003-2004
- Володар Кубка Швейцарії (1):

«Серветт»: 2000-2001
- Володар Кубка Катару (1):

«Аль-Садд»: 2002-2003